# Capilla Ovetari

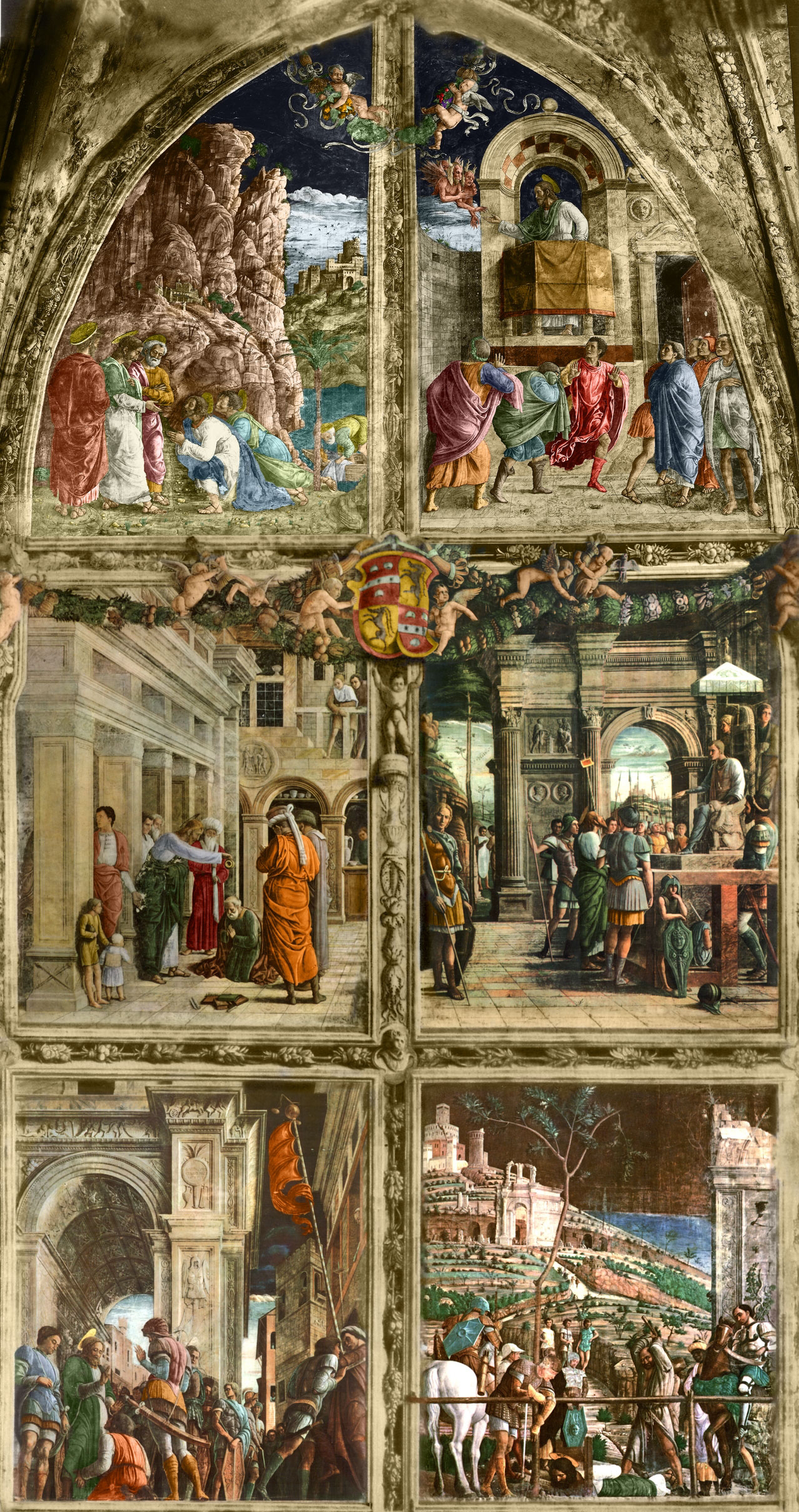
Historias de Santiago (reconstrucción a partir de fotografías en blanco y negro coloreadas).

La capilla Ovetari (en italiano: cappella Ovetari ) es una capilla en el brazo derecho de la Iglesia de los Eremitani en Padua. Es conocida por un ciclo de frescos renacentistas de Andrea Mantegna y otros, pintados entre 1448 y 1457. El ciclo fue destruido por un bombardeo aliado en 1944: hoy solo sobreviven dos escenas y algunos fragmentos, que han sido restaurados en 2006. Sin embargo, se conocen por fotografías en blanco y negro.

## Historia
Antonio Ovetari fue un notario de Padua que, a su muerte, dejó una importante suma para la decoración de la capilla familiar en la iglesia de los Eremitani. El proyecto fue llevado a cabo por su viuda, Imperatrice Ovetari, quien, en 1448, encargó la obra a un grupo de artistas, entre los que se encontraban el anciano Giovanni d'Alemagna, Antonio Vivarini (pintor veneciano del gótico tardío) y dos jóvenes paduanos, Niccolò Pizzolo y Andrea Mantegna. Este último tenía entonces diecisiete años y acababa de comenzar su aprendizaje en el taller de Squarcione. Según el acuerdo original, los dos primeros artistas debían pintar el arco con las historias de la Pasión de Cristo (nunca ejecutadas), la bóveda de la cruz y el muro derecho (Historias de San Cristóbal), mientras que los dos paduanos pintarían el resto, incluido el muro izquierdo (Historias de Santiago, hijo de Zebedeo) y el ábside.
En 1449 se produjeron los primeros problemas personales entre Mantegna y Pizzolo, acusando este último al primero de continuas interferencias en la ejecución del retablo de la capilla. Esto llevó a una redistribución de las obras entre los artistas; quizás debido a esto Mantegna detuvo su trabajo y visitó Ferrara. En 1450 murió Giovanni, que sólo había ejecutado los festones decorativos de la bóveda; al año siguiente Vivarini también dejó la obra, después de haber completado cuatro Evangelistas en la bóveda. Fueron sustituidos por Bono da Ferrara y Ansuino da Forlì, cuyo estilo estaba influenciado por el de Piero della Francesca. Mantegna comenzó a trabajar desde la bóveda del ábside, donde colocó tres santos, mezclados con los Doctores de la Iglesia de Pizzolo. Más tarde, Mantegna se trasladó probablemente al luneto de la pared izquierda, con la Vocación de Santiago y Juan y la Predicación de Santiago, terminados en 1450, y luego se trasladó al sector central.
A finales de 1451 las obras se detuvieron por falta de fondos. Se reanudaron en noviembre de 1453 y se terminaron en 1457. En esta segunda fase trabajó solo Mantegna, ya que Pizzolo también había muerto en 1453. Mantegna completó las Historias de Santiago, pintó al fresco la pared central con la Asunción de la Virgen y luego completó el sector inferior de las Historias de San Cristóbal iniciadas por Bono da Ferrara y Ansuino da Forlì, donde pintó dos escenas unificadas: el Martirio de San Cristóbal.
En 1457, Imperatrice Ovetari demandó a Mantegna, acusándole de haber pintado, en la Asunción, sólo ocho apóstoles en lugar de doce. Dos pintores de Milán, Pietro da Milano y Giovanni Storlato, fueron llamados para resolver el asunto. Justificaron la elección de Mantegna por la falta de espacio.
Hacia 1880, dos escenas, la Asunción y el Martirio de San Cristóbal, se desprendieron de los muros. Durante la Segunda Guerra Mundial, los dos frescos se guardaron en un lugar separado, y así se salvaron de la destrucción de todo el resto del ciclo durante un bombardeo aéreo aliado el 11 de marzo de 1944. Las escenas destruidas se conocen hoy a través de reproducciones fotográficas en blanco y negro.

## Descripción

### Arquitectura
La capilla consta de una sala de entrada con una base rectangular, cubierta por una bóveda de crucería que está conectada a un ábside pentagonal introducido por un arco, donde se encuentran una abertura circular y cuatro ventanas que iluminan la capilla.

### Frescos
La Capilla estuvo dedicada a los santos Santiago y Cristóbal. Los dos muros laterales estaban dedicados a las historias de cada santo, con seis episodios distribuidos en tres tramos. El superior consistía en una luneta redonda. A pesar de la presencia de varios pintores en la obra, la disposición del ciclo se atribuye generalmente a Mantegna, quien ideó los marcos arquitectónicos. Las historias retratadas están inspiradas en la Leyenda Dorada de Jacopo da Varazze .

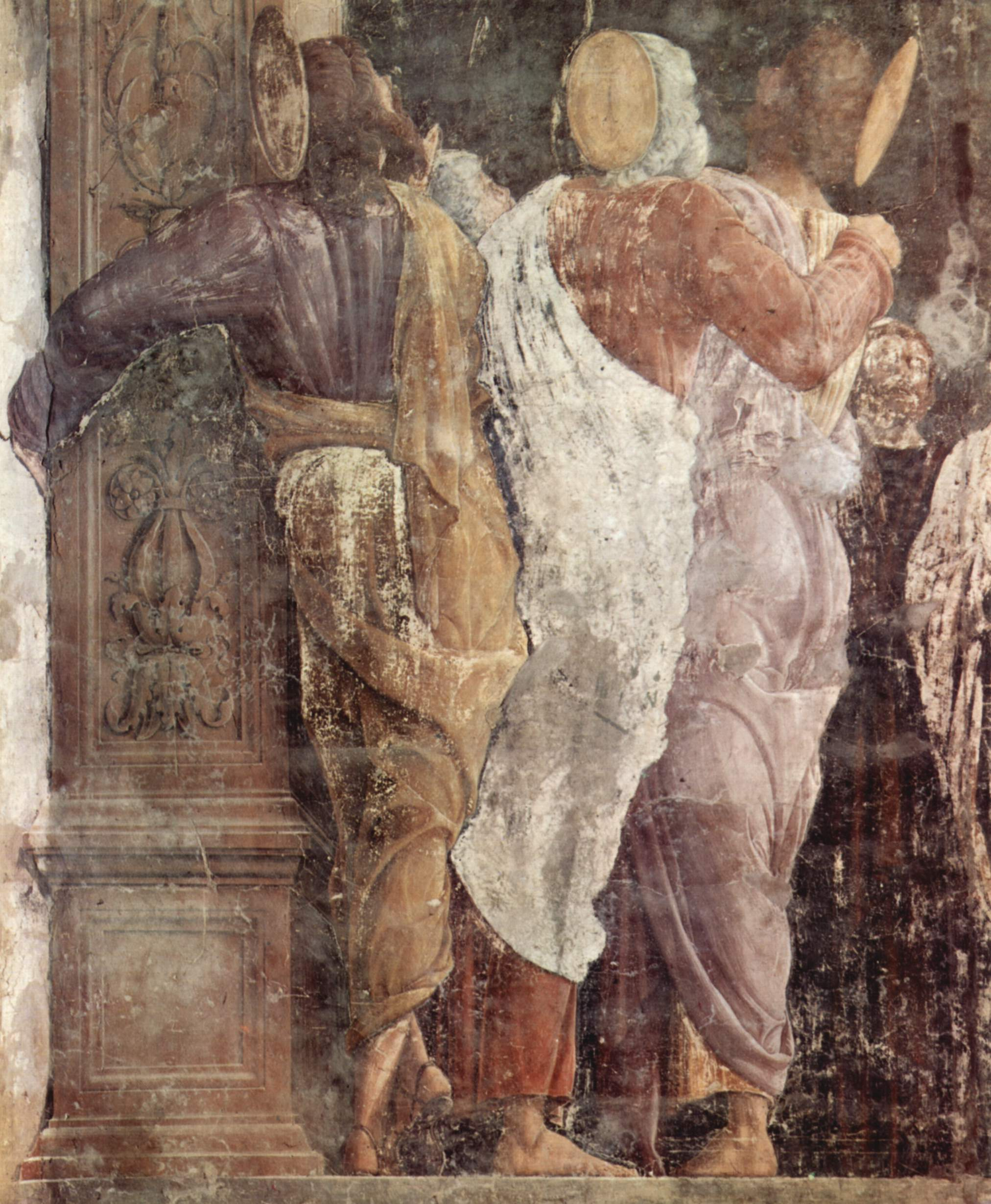
Detalle de la Asunción.

El muro norte fue pintado en su totalidad por Mantegna e incluía:
- Vocación de los Santos Santiago y Juan
- Predicación de Santiago
- Santiago bautiza a Hermógenes
- Sentencia de Santiago
- Milagro de Santiago
- Martirio de Santiago

El muro sur incluía las Historias de San Cristóbal :
- San Cristóbal dejando al rey de Ansuino da Forlì (atribuido)
- San Cristóbal y el rey de los demonios de Ansuino da Forlì (atribuido)
- San Cristóbal transportando al niño por Bono da Ferrara (firmado)
- Predicación de San Cristóbal de Ansuino da Forlì (firmado)
- Martirio de San Cristóbal de Andrea Mantegna
- Transporte del cuerpo decapitado de San Cristóbal por Andrea Mantegna.

En la pared central, donde está la ventana, hay una representación de la Asunción de la Virgen de Mantegna. También hay otros fragmentos, probablemente pintados en los pilares. La bóveda estaba decorada con Cuatro Evangelistas de Antonio Vivarini entre festones de Giovanni d'Alemagna, mientras que el ábside estaba dividido en sectores, donde Mantegna había pintado al fresco a los santos Pedro, Pablo y Cristóbal dentro de un marco de piedra con festones de frutas. Estas figuras presentan similitudes con los frescos de Andrea del Castagno en la iglesia veneciana de San Zaccaria (1442), tanto en el formato como en su firmeza escultórica. También es similar la nube sobre la que están las figuras.
En los espacios restantes estaban la Bendición del Padre Eterno y los Doctores de la Iglesia dentro de marcos y pintados al fresco por Niccolò Pizzolo. Los Doctores eran figuras majestuosas, los santos representados como eruditos humanistas trabajando en sus estudios. El arco tenía dos cabezas grandes, generalmente identificadas como autorretratos de Mantegna y Pizzolo. La decoración de la Capilla se completó con un retablo de terracota recubierto de bronce de Pizzolo, que, aunque muy deteriorado, aún se conserva. Muestra una Santa Conversación en bajorrelieve.